# I.D. (浪川大輔のアルバム)
『I.D.』（アイ ディー）は、浪川大輔の1枚目のミニアルバム。2010年6月23日にKiramuneから発売された。

## 概要
声優である浪川大輔の歌手デビュー・ミニアルバム。豪華盤、通常盤の2種リリース。豪華盤には、ミュージックビデオ、メイキング映像などが収録されたDVDが同梱されている。

## 批評
『CDジャーナル』は「エッジサウンドが、プロフェッショナルかつ魅せる歌唱が感じられる作品になっている」と批評した。

## 収録曲
1. ROCK STAR [3:57]
作詞：YURA、作曲・編曲：藤末樹
2. Alright!! [4:18]
作詞：marker、作曲・編曲：R・O・N
3. Dive in Love [3:53]
作詞：こだまさおり、作曲・編曲：藤末樹
4. MIGRATION [3:53]
作詞：こだまさおり、作曲：上田晃司、編曲：大野宏明
5. 空色追想歌 [5:01]
作詞：MIKOTO、作曲・編曲：宮崎誠
6. 風を連れて [4:28]
作詞：こだまさおり、作曲・編曲：山元祐介

## DVD
1. ROCK STAR（MUSIC CLIP）
2. making of I.D.
3. TRAILER